# Enrique Ventura Alvárez
Enrique Ventura Alvárez (Madrid, 1946 - 25 de març de 2024) va ser un dibuixant de còmics i de dibuixos animats i novel·lista que va formar part del mític duet del món del còmic Ventura & Nieto juntament amb el guionista de còmic, el seu cosí Miguel Ángel Nieto Ventura. Els dos cosins han treballat dibuixant en còmics infantils, còmics per a adults, humor gràfic, fent il·lustracions per al cinema d'animació el cinema i per a obres literàries. Després de la mort d'aquest últim, Enrique Ventura va continuar treballant en solitari. Destaca pel seus treballs publicats a el Jueves i la Vanguardia.
Entre els premis que ha guanyat destaquen el del Gran Premi del Saló del Còmic de Barcelona (1997) i el de Caganer de l'any 2002.

## Vida i obra
Després d'abandonar els seus estudis universitaris d'arquitectura pels de tècnic en publicitat, van publicar el còmic Sam y la morsa (1971).

### Ventura & Nieto
El 1971 Enrique Ventura (dibuix) i Miguel Ángel Nieto (guió) van estrenar la seva carrera en el món dels còmics en la revista cristiana Molinete, en la que van dibuixar i guionitzar les aventures infantils de Sam y la morsa. En aquesta revista també van dibuixar la sèrie Horizontes pelados.
El 1972 ja treballava amb el seu cosí Miguel Ángel Nieto per a la revista Trinca en la que van crear les sèries Es que van como locos i Maremagnum. Quan la revista Trinca es va deixar d'editar el 1973, Ventura & Nieto van fer la historieta muda d'humor satíric King Tongo, paròdia de King Kong que es va publicar en la col·lecció Humor siglo XX d'Euredit.
Quan vivien a Cadaqués, els dos cosins van ser contractats per la revista satírica El Papus (1974) i després per El Jueves, a on van publicar des de 1979 la seva sèrie Grouñidos en el desierto que s'ha recopilat en diversos àlbums i Histerias indecentes de la tele. També van crear historietes per La Vanguardia. El 2003, l'editorial Imagina còmics va publicar una recopilació dels seus còmics a aquest diari en el llibre Viñetas Nacionales.
A la dècada de 1980 el duet Ventura i Nieto estaven en la seva plenitud creativa i van publicar moltes obres.
A més a més, també van publicar historietes en moltes revistes estrangeres com Pilote, Fluide Glacial i Virus (França); Alterlinus i Totem (Itàlia); Snif (Mèxic) i altres revistes de Grècia i Noruega. A Espanya, a més de les revistes mencionades, han publicat còmics a: El Cuervo, Barrabás, Butifarra!, Hechos y dichos, Nacional Show, Tuboescape, Titánic, Alien Dossiers, Penthouse, Blanco y Negro, Cairo, Cimoc, Gimlet, Micro-Mundo, Telele, Kung-fu i TBO, entre d'altres.
En altres camps artístics, Ventura i Nieto també van participar en el desenvolupament del joc per a ordinador Freddy Hardest i el 1985 van treballar en la pel·lícula de Fernando Colomo, El Caballero del Dragón (Nieto en va ser el guionista i Ventura el dissenyador de la producció). En el camp de l'animació, van realitzar la sèrie de dibuixos animats Mofli, el útimo Koala el 1986 i la pel·lícula de Jordi Amorós Despertaferro el 1990. En la literatura, Ventura va escriure les novel·les Cuatro Gatos, ¿Que me vas a contar a mí de los marcianos? i Estrictina con yogur.

### Enrique Ventura en solitari
Amb la mort del seu cosí Miguel Ángel Nieto, Enrique Ventura continua creant obres en solitari. Ara, a banda de dibuixar, també guionitza els seus còmics de Grouñidos en el desierto. El 1997 Ventura va començar a ser dibuixant de premsa per la Vanguardia, en la que va dibuixar la vinyeta diària.

## Obres
- 1971 - Sam y la morsa i Horizontes pelados a la revista cristiana Molinete.
- 1972 - Es que van como locos i Maremagnumn a la revista satírica Trinca.
- 1973 - King Tongo, còmic mut d'humor satíric editat al primer volum d'Humor siglo XX.
- 1974 - La primavera de los Ovni a El Papus.[1]
- 1977-78 - Sonrisas a la revista Trocha, que es passarà a dir Troya en el tercer número que va desaparèixer el 1978 però va reaparèixer el 1983 a la revista Rambla.[5]
- El Jueves: Grouñidos en el desierto (1979), Histerias indecentes de la tele, Hareponazos
- 1980 - La fantasía viaja en Metro (àlbum).[5]
- 1981 - Los Barrios. La central térmica, àlbum encarregat per la Compañía Sevillana de Electricidad.[5]
- 10 go to magic a la revista Rumbo Sur.[5]
- 1997 - Acudits diaris a la Vanguardia.
- 2003 - Guerra a la guerra i Viñetas Nacionales, llibres recopilatoris dels acudits de Ventura a La Vanguardia.

### Dibuixos animats
Ventura ha dibuixat les obres d'animació:
- Mofly, el último koala (sèrie de televisió).
- Despertaferro (llargmetratge).

## Premis i guardons
- Primer premi en el Primer Certamen de còmic de Gijon per la historieta de quatre pàgines, Cançó infantil el 1973.[1]
- 1991 - Premi a la labor professional en el cine concedit per la Generalitat de Catalunya.[5]
- 1997 - Gran Premi en el Saló del Còmic de Barcelona.[7]
- 2002 - Award of Excelence a la 14a edició de la Society of Newspapers Design.[5]
- 2002 - Premi de Caganer de l'any atorgat per l'associació Amics del caganer.[5]

## Llegat
El setembre de 2012 es va dedicar una exposició sobre Enrique Ventura durant la 1a Semana Internacional de Cine Fantástico d'Estepona titulada Enrique Ventura: Un genio anda suelto. En aquesta exposició, Carlos Giménez diu que Enrique Ventura és un artista amb moltes facetes que té una gama de registres tant extensa que pot passar de l'hiper-realisme al dibuix humorístic esquemàtic.
En 2015 Antonio Busquets i Vicky Rodríguez van inaugurar a Alzira l'exposició itinerant Las mil y una sonrisas de Enrique Ventura, on es repassa la seua trajectòria.